# Краснокаменка (Ялта)
Краснока́менка (до 1945 года — Кизилта́ш; укр. Краснокам'янка, крымскотат. Qızıltaş, Къызылташ) — посёлок городского типа / посёлок на южном берегу Крыма. Входит в городской округ Ялта Республики Крым (согласно административно-территориальному делению Украины — в Гурзуфский поселковый совет Ялтинского горсовета АР Крым).

## Расположение
Посёлок расположен недалеко от скалы Красный Камень, в пределах Гурзуфского амфитеатра (долина реки Авунда, защищённая горной дугой, которую образуют Бабуган-яйла, Никитская и Гурзуфская яйла). Крайний северо-восточный населённый пункт горсовета, расположен в 18 км от Ялты, севернее Гурзуфа, высота центра села над уровнем моря 211 м.

## История
Кизилташ — старинное греческое селение, населённое в средние века подвергшимися сильной эллинизации потомками смешавшихся с автохтонными жителями готов и аланов — в крымской традиции греков. Даже скала, давшая название селу, раньше называлась Гелин-Кая — эллинская скала. Это же название получило укрепление на скале — феодальный замок, возникший в XII веке, к вотчине которого относилось селение. Позже замок-исар входил в состав княжества Феодоро, являясь пограничным с владениями генуэзцев.

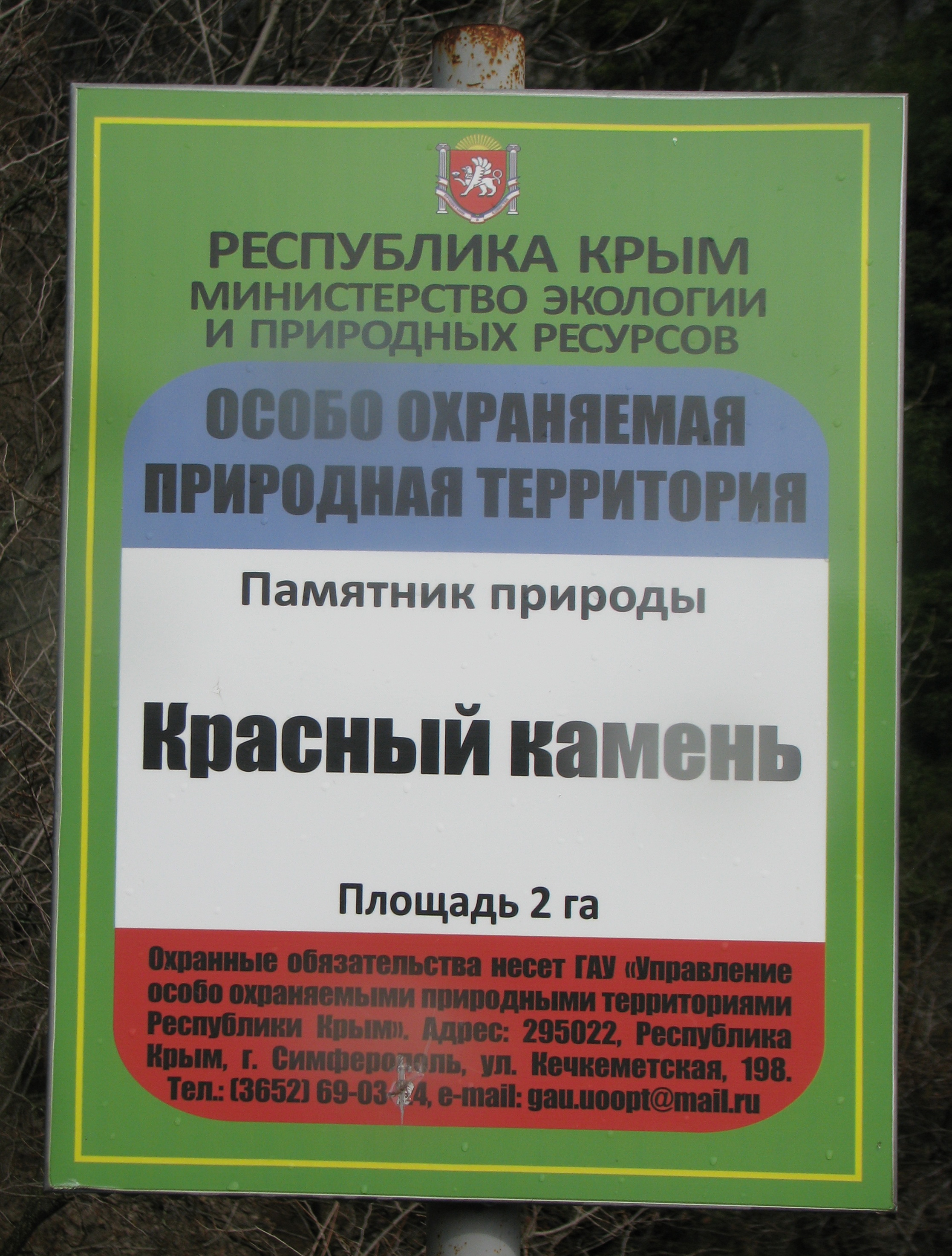
Табличка ООПТ
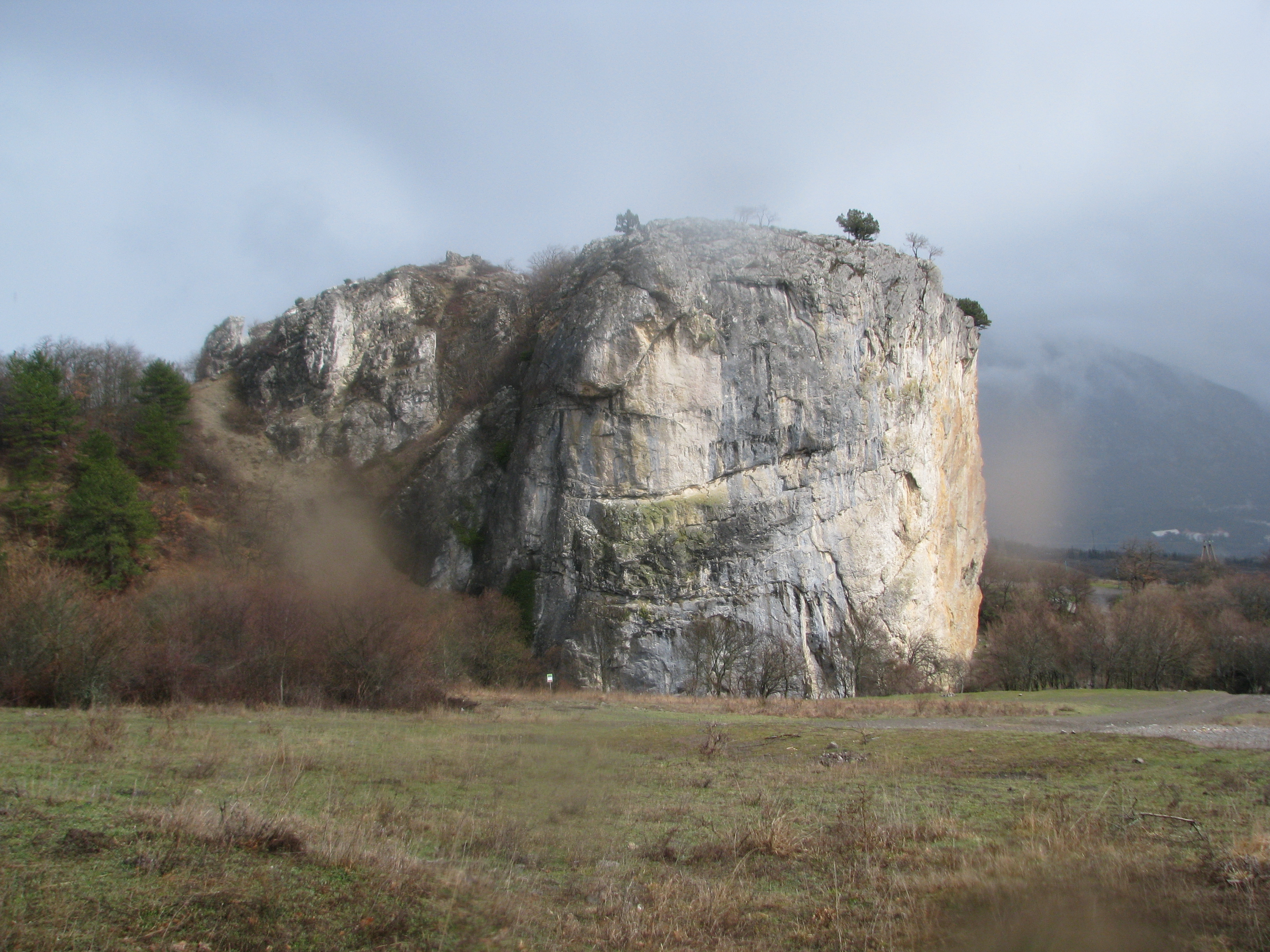
Кизилташ, ранее Гелин-Кая.
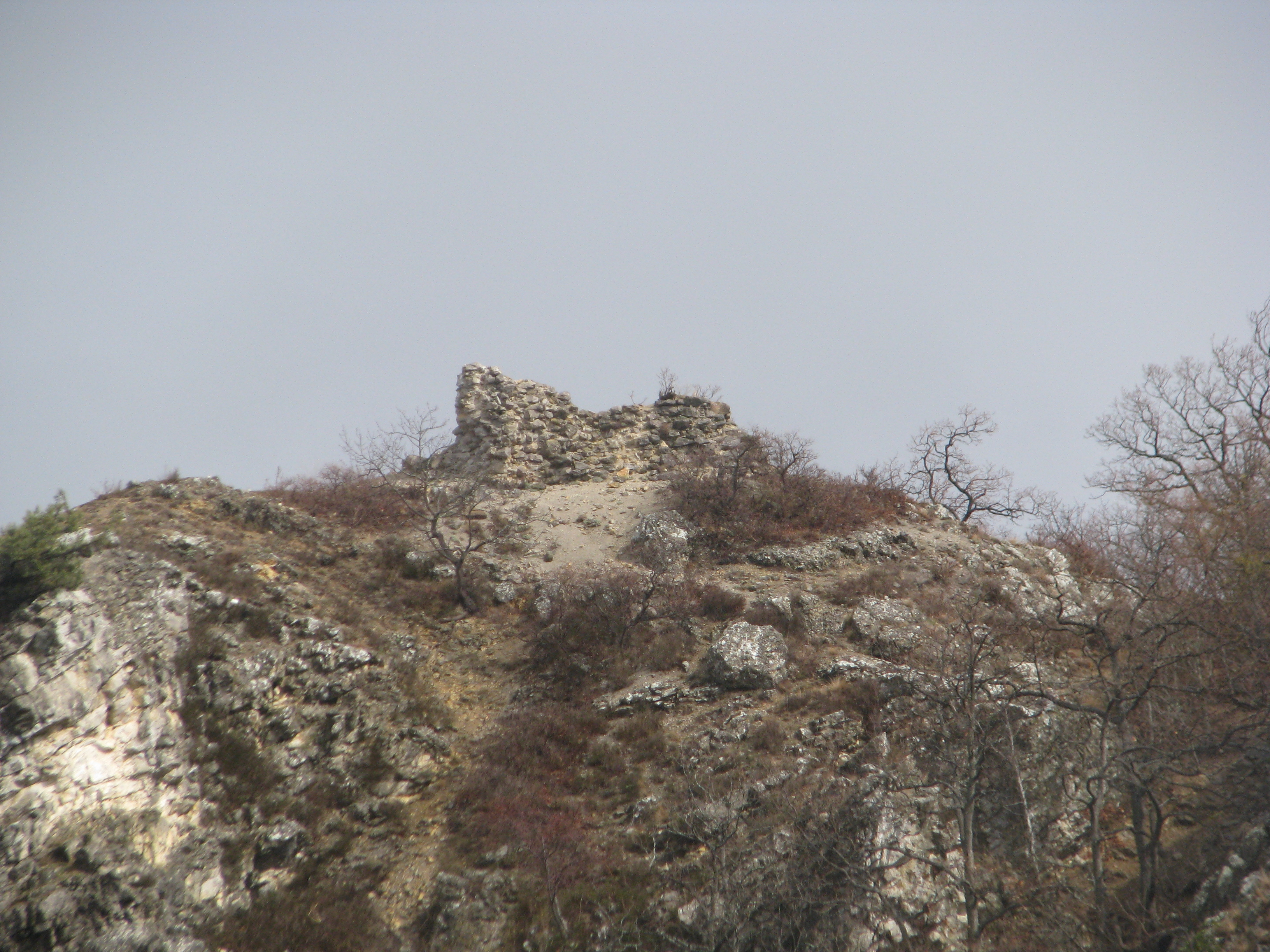
Исар на вершине.
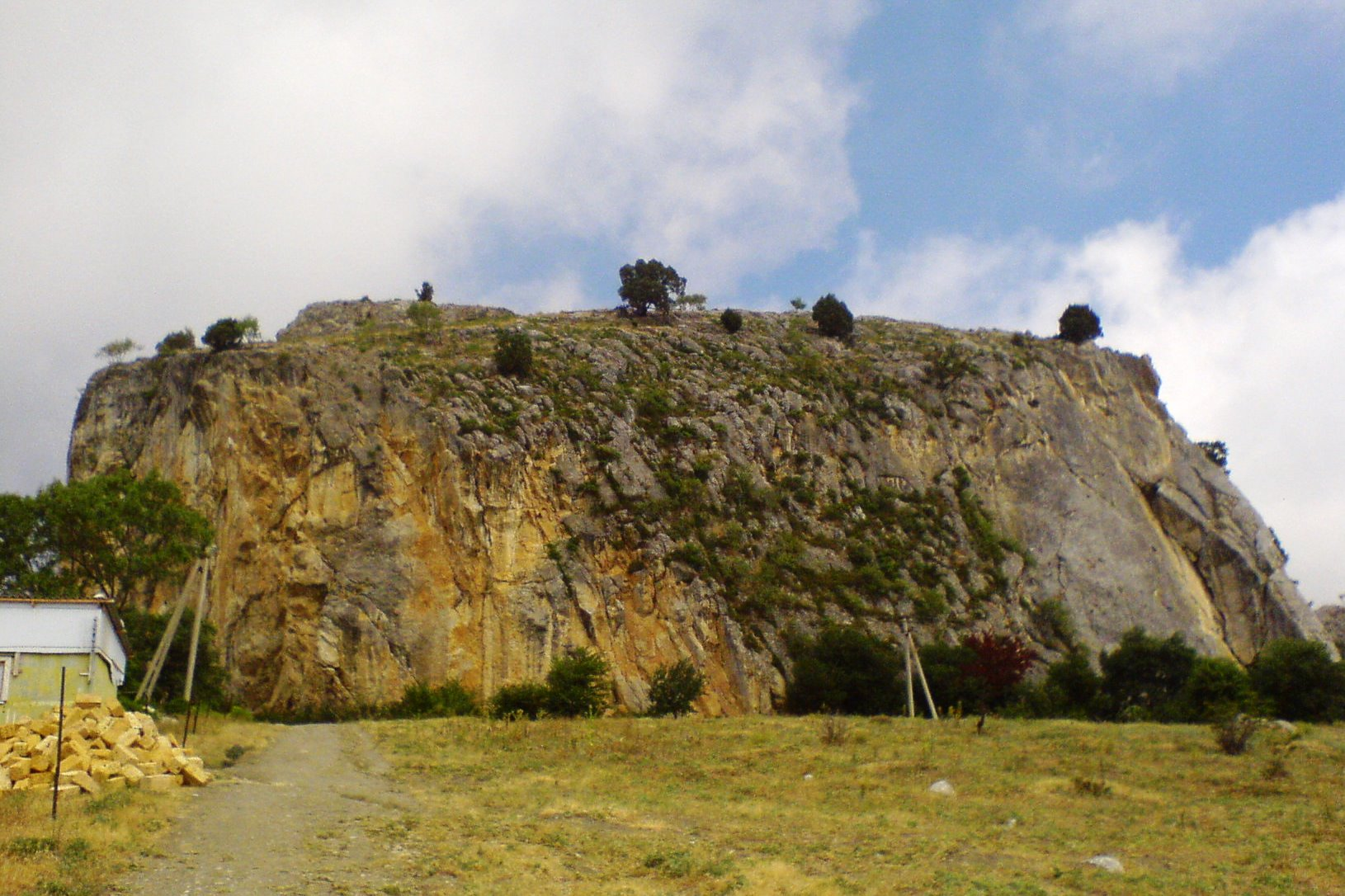
Вид на скалу Кызылташ из посёлка Краснокаменка

После разгрома Мангупа османами в 1475 году селение входило в Мангупский кадылык Кефинского эялета империи. Документальное упоминание селения встречается в «Османском реестре земельных владений Южного Крыма 1680-х годов», согласно которому в 1686 году (1097 год хиджры) Кызылташ входил в Мангупский кадылык эялета Кефе. Всего упомянуто 49 землевладельцев (34 иноверца и 15 мусульман), владевших 1404-мя дёнюмами земли. После обретения ханством независимости по Кючук-Кайнарджийскому мирному договору 1774 года «повелительным актом» Шагин-Гирея 1775 года селение было включено в Крымское ханство в состав Бакчи-сарайского каймаканства Мангупскаго кадылыка, что зафиксировано и в Камеральном Описании Крыма… 1784 года.
По «Ведомости о выведенных из Крыма в Приазовье христианах» А. В. Суворова от 18 сентября 1778 года из деревни Казылташ выселен 1 священник (в селе действовала церковь, к 1783 году уже разрушенная) и 186 греков (90 мужчин и 96 женщин). По ведомости генерал-поручика О. А. Игельстрома от 14 декабря 1783 года до вывода христиан было 73 двора и церкви Феодора Тирона и Феодора Стратилата; по другому регистру ведомости пустовало 34 двора, из которых «13 дворов проданы ханом, 14 целы, 7 разорены». В ведомости «при бывшем Шагин Герее хане сочиненная на татарском языке о вышедших християн из разных деревень и об оставшихся их имениях в точном ведении его Шагин Герея» и переведённой 1785 году, содержится список 39 жителей-домовладельцев деревни Кизыл таш, с подробным перечнем имущества и земельных владений. У 9 числилось по 2 дома, 4 дома разорены, 3 проданы, у некоего Василия числилилась лишь пашня 12 четвертей засеву (жильё не записано). Почти у всех были кладовые, у многих — амбары, числилось 12 «магазейнов» (от крымскотат. магъаз — подвал). Сельхозугодья представлены садами, пашнями, льняными полями и бахчами; несколько хозяв владели частями леса, только у Пефты оглу Сары из имущества записан только 1 дом. Также содержится приписка, что «Сверх показанных садов в сей деревне имеется 42 ореховых дерев».
После присоединения Крыма к России (8) 19 апреля 1783 года, (8) 19 февраля 1784 года, именным указом Екатерины II сенату, на территории бывшего Крымского Ханства была образована Таврическая область и деревня была приписана к Симферопольскому уезду. Перед Русско-турецкой войной 1787—1791 годов производилось выселение крымских татар из прибрежных селений во внутренние районы полуострова. В конце 1787 года из Кизилташа были выведены все жители — 137 душ. В конце войны, 14 августа 1791 года всем было разрешено вернуться на место прежнего жительства. После Павловских реформ, с 1796 по 1802 год, входила в Акмечетский уезд Новороссийской губернии. По новому административному делению, после создания 8 (20) октября 1802 года Таврической губернии, Кизилташ был включён в состав Алуштинской волости Симферопольского уезда.
По Ведомости о числе селений, названиях оных, в них дворов… состоящих в Симферопольском уезде от 14 октября 1805 года, в деревне Кизильташ числилось 23 двора и 144 жителя, исключительно крымских татар, владела деревней надворная советница Апурина. На военно-топографической карте генерал-майора Мухина 1817 года деревня Кызыл таш обозначена с 17 дворами. После реформы волостного деления 1829 года Кизиль Таш, согласно «Ведомости о казённых волостях Таврической губернии 1829 года» остался в составе Алуштинской волости.
Именным указом Николая I от 23 марта (по старому стилю) 1838 года, 15 апреля был образован новый Ялтинский уезд и Кизилташ оказался на территории Дерекойской волости нового уезда. На карте 1836 года в деревне 40 дворов, как и на карте 1842 года.
По итогам земской реформы Александра II 1860-х годов деревня была приписана к Дерекойской волости. Согласно «Списку населённых мест Таврической губернии по сведениям 1864 года», составленному по результатам VIII ревизии 1864 года, Кизиль-Таш — казённая татарская деревня с 69 дворами, 331 жителем и мечетью при речке Кизиль-Таш-Узени. На трёхверстовой карте Шуберта 1865—1876 года в Кызыл-Таше обозначено 60 дворов. На 1886 год в деревне при речке Башипитамис, согласно справочнику «Волости и важнѣйшія селенія Европейской Россіи», проживало 476 человек в 68 домохозяйствах, действовали мечеть и школа. Согласно «Памятной книге Таврической губернии 1889 года», по результатам Х ревизии 1887 года, в деревне Кизильташ числилось 125 дворов и 624 жителя.
После земской реформы 1890-х годов, которая в Ялтинском уезде прошла после 1892 года деревня осталась в составе преобразованной Дерекойской волости. По «…Памятной книжке Таврической губернии на 1892 год» в деревне Кизильташ, составлявшей Кизильташское сельское общество, числилось 556 жителей в 110 домохозяйствах. По «…Памятной книжке Таврической губернии на 1902 год» в деревне Кизильташ, составлявшей Кизильташское сельское общество, числилось 698 жителей в 82 домохозяйствах. На 1914 год в селении действовала земская школа. По Статистическому справочнику Таврической губернии. Ч.II-я. Статистический очерк, выпуск восьмой Ялтинский уезд, 1915 год, в деревне Кизильташ Дерекойской волости Ялтинского уезда, числилось 190 дворов (151 двор с землёй, 39 — безземельные) с татарским населением в количестве 661 человека приписных жителей и 226 — «посторонних», из которых 484 мужчины и 403 женщины. Жители владели 1021 десятинаой удобной земли. В хозяйствах имелось 96 лошадей, 6 волов, 110 коров и 725 голов овец, свиней, или коз. На 1917 год в селении действовала земская больница (врач Г. Ф. Шевелева).

После установления в Крыму Советской власти, по постановлению Крымревкома от 8 января 1921 года была упразднена волостная система и село подчинили Ялтинскому району Ялтинского уезда. В 1922 году уезды получили название округов. Согласно Списку населённых пунктов Крымской АССР по Всесоюзной переписи 17 декабря 1926 года, в селе Кизилташ, центре Кизилташского сельсовета Ялтинского района, числилось 245 дворов, все крестьянские, население составляло 1106 человека, из них 1073 крымских татарина, 19 украинцев, 7 русских, 4 грека, 2 немца, 1 записан в графе «прочие», действовала татарская школа I ступени. Во время землетрясения 1927 года в деревне из 275 домов пострадало 155, 34 были полностью разрушены, 30 сильно повреждено. По данным всесоюзной переписи населения 1939 года в селе проживало 949 человек.

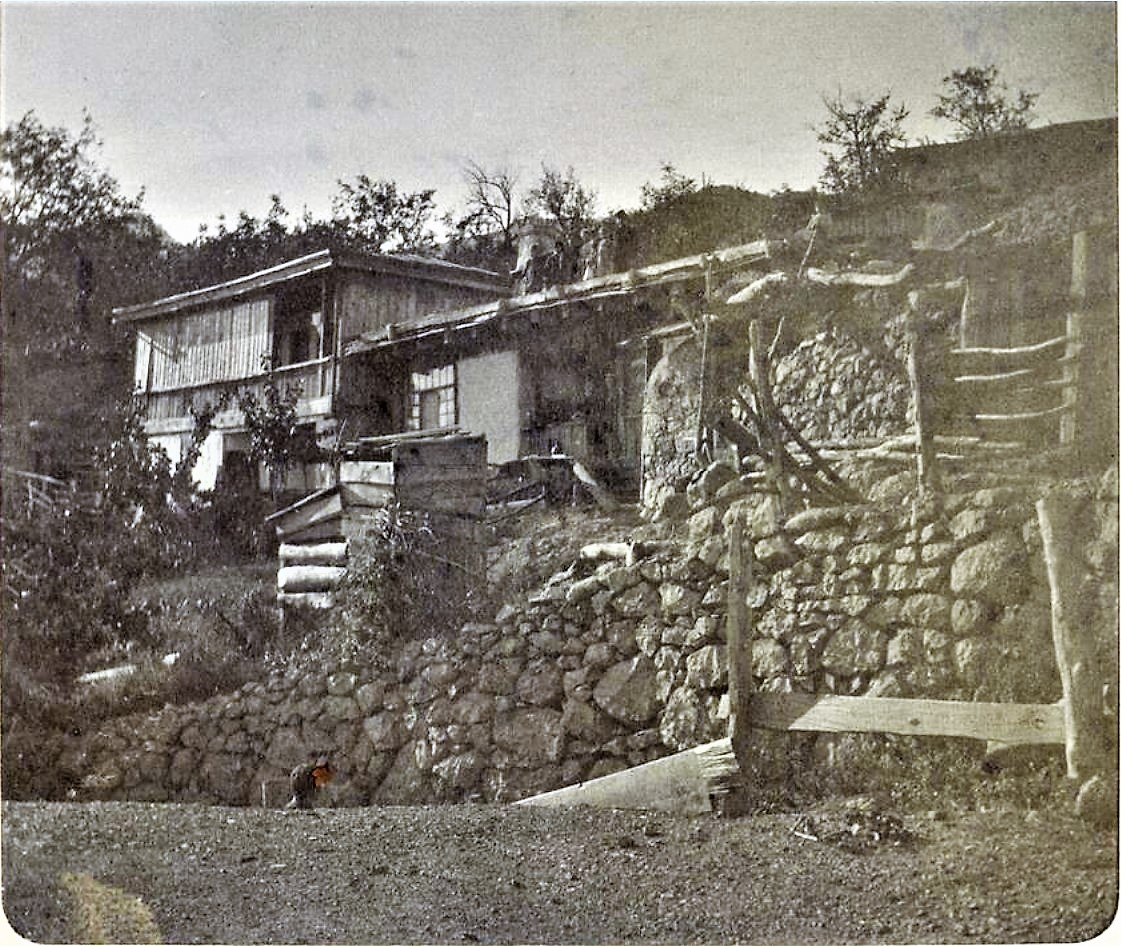
Кизилташ в 1905 году
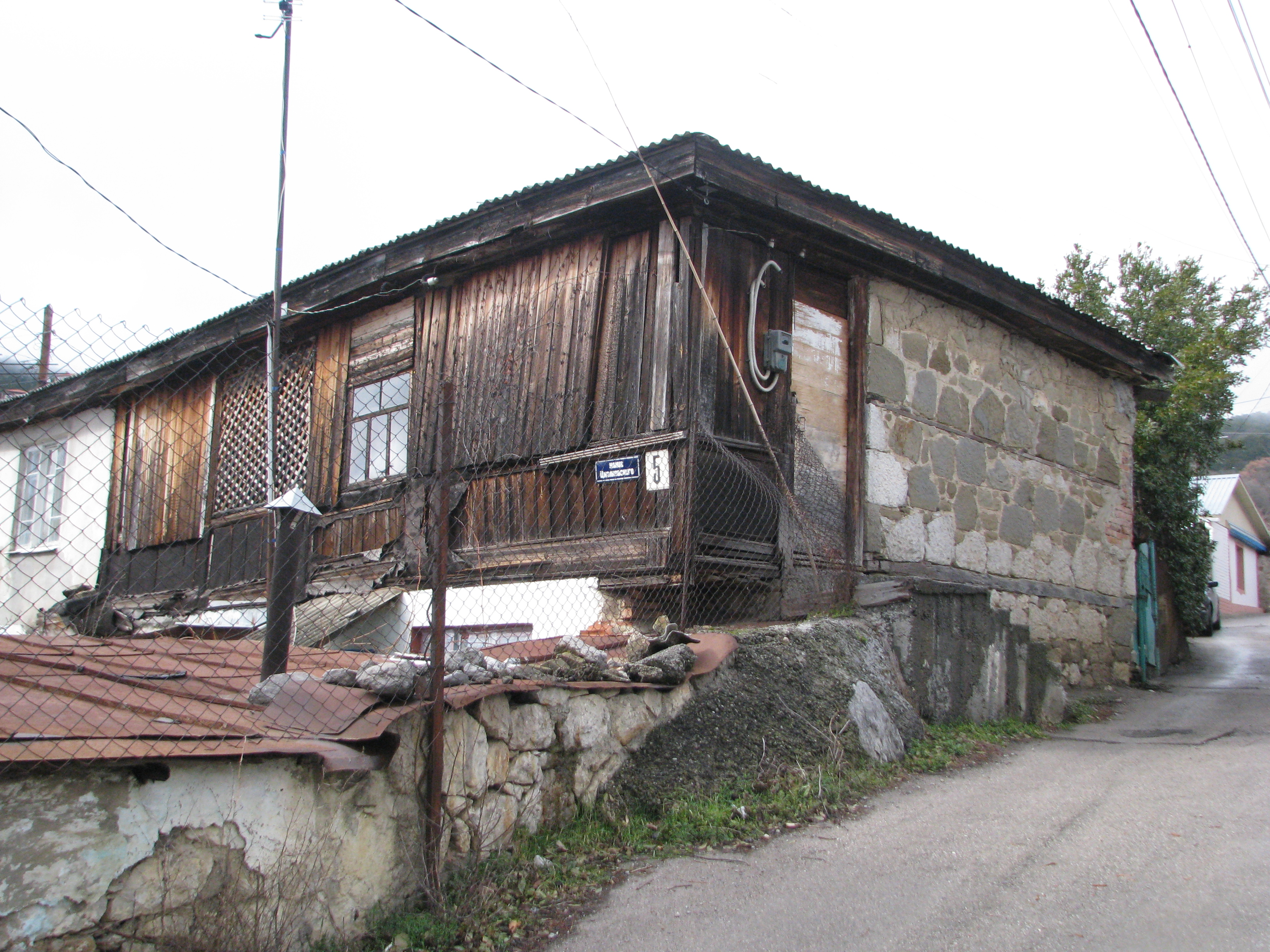
Дом типичной южнобережной архитектуры в Краснокаменке
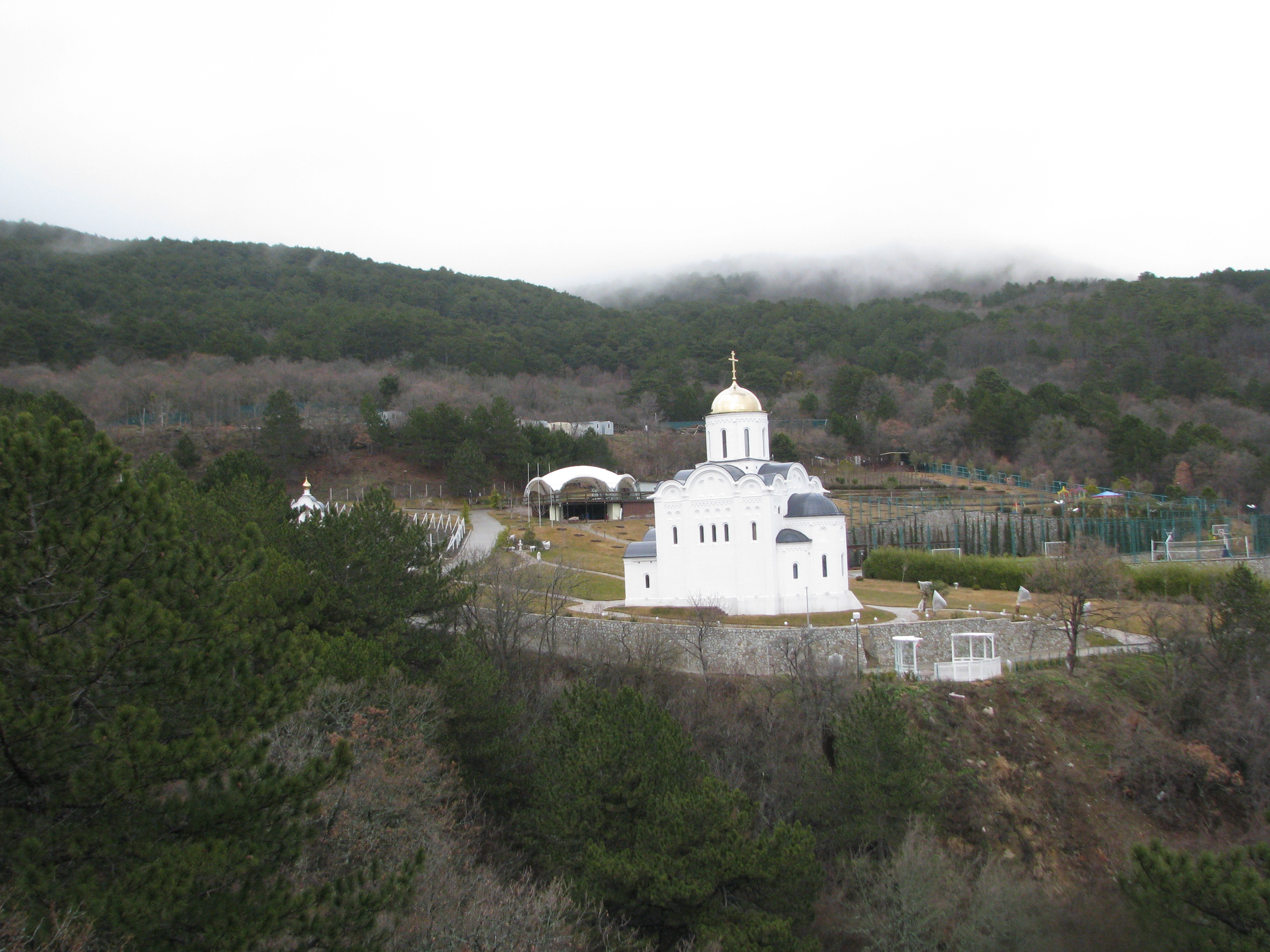
Старообрядческий храм во имя святых апостолов Петра и Павла
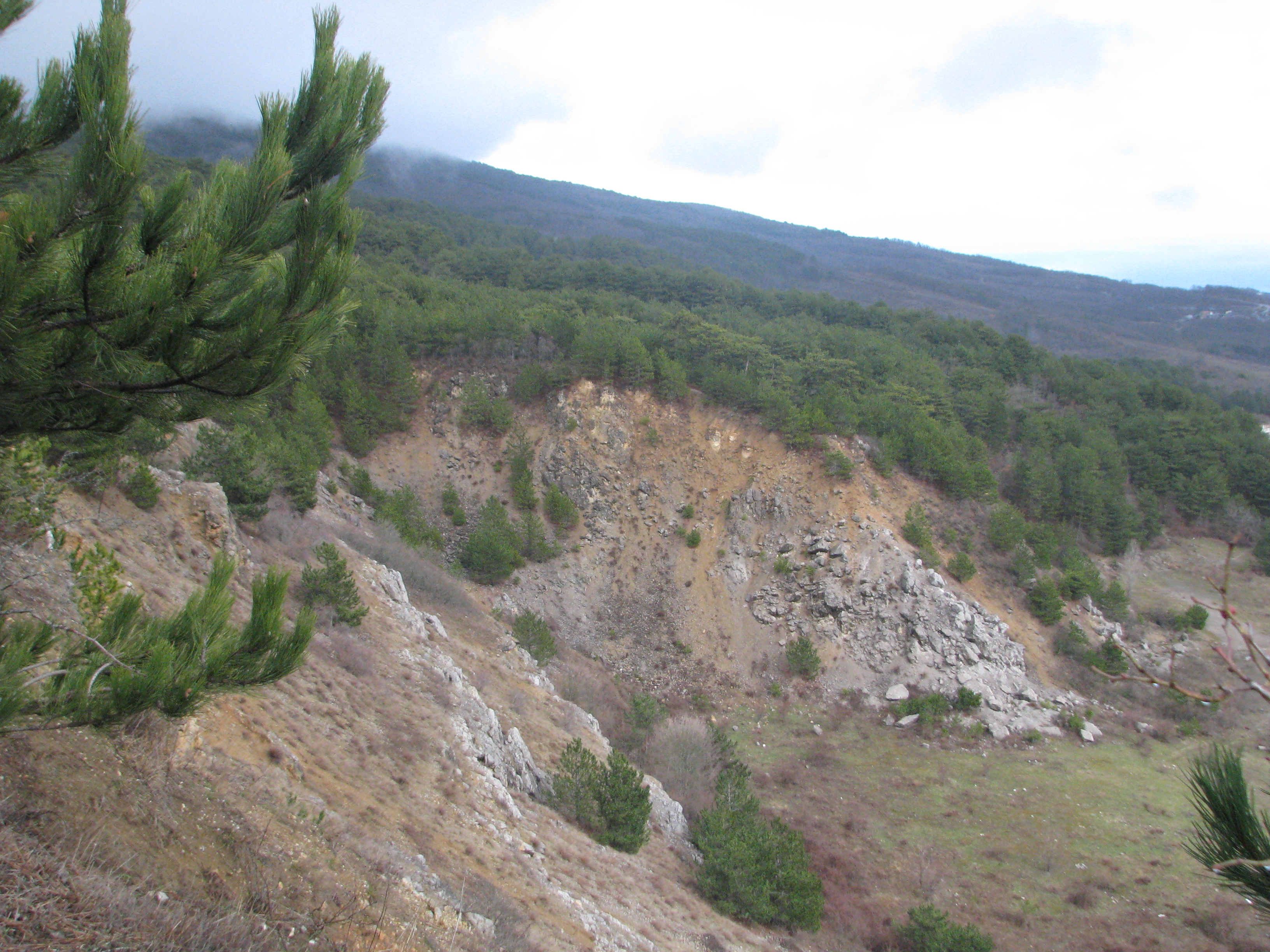
Краснокаменский карьер, ныне выработан

В 1944 году, после освобождения Крыма от нацистов, согласно постановлению ГКО № 5859 от 11 мая 1944 года, 18 мая крымские татары были депортированы в Среднюю Азию: на 15 мая 1944 года подлежало выселению 92 семьи крымских татар, всего 313 жителей, из них мужчин — 47, женщин 130, детей — 136 человек; было принято на учёт 47 домов спецпереселенцев. 12 августа 1944 года было принято постановление № ГОКО-6372с «О переселении колхозников в районы Крыма», по которому из Ростовской области РСФСР в район переселялись 3000 семей колхозников, а в начале 1950-х годов последовала вторая волна переселенцев из различных областей Украины. Указом Президиума Верховного Совета РСФСР от 21 августа 1945 года Кизильташ был переименован в Краснокаменку и Кизильташский сельсовет — в Краснокаменский. С 25 июня 1946 года селение в составе Крымской области РСФСР, а 26 апреля 1954 года Крымская область была передана из состава РСФСР в состав УССР. К 1968 году Краснокаменский сельсовет был упразднён (на 15 июня 1960 года он ещё существовал) и село передали в состав Гурзуфского поссовета. В 1971 году селу присвоен статус посёлка городского типа. По данным переписи 1989 года в селе проживало 984 человека. С 12 февраля 1991 года селение в составе восстановленной Крымской АССР, 26 февраля 1992 года переименованной в Автономную Республику Крым.

## Население
| 1979  | 1989  | 2001  | 2006  | 2009  | 2010  | 2011  |
| ----- | ----- | ----- | ----- | ----- | ----- | ----- |
| 1168  | ↘984  | ↗1058 | →1058 | ↘1038 | ↘1028 | ↘1024 |
| 2012  | 2013  | 2014  | 2016  |       |       |       |
| ↘1023 | ↘1014 | ↗1051 | ↗1074 |       |       |       |

## Экономика
В пгт находится третье отделение совхоза-завода Гурзуф винкомбината Массандра. Вокруг пгт расположены виноградники, на которых произрастает виноград сорта Мускат белый, только из которого производят знаменитое вино Мускат Белый Красного Камня.

## Транспорт
У юго-восточной окраины Краснокаменки проходит магистральная трасса 35А-002 Симферополь — Ялта (по украинской классификации — М-18), где проходит троллейбусная ветка маршрутов сообщения Симферополь—Ялта и Алушта—Ялта. Также, с Ялтой пгт связан маршрутным сообщением. В Краснокаменке имеется троллейбусное разворотное кольцо, к которому ведёт ответвление от междугородной троллейбусной линии. Действует троллейбусный маршрут Ялта — Краснокаменка (№ 41).

## Социальная сфера
В Краснокаменке расположены: общеобразовательная школа, детский сад, ФАП, библиотека-филиал № 11, поселковый клуб, парикмахерская, магазины. 4 июля 2019 года старообрядческий митрополит Корнилий (Титов) освятил новопостроенный силами меценатов Романа и Анны Стабблбайн храм во имя святых апостолов Петра и Павла. По соседству с храмом организован старообрядческий молодёжно-паломнический центр, куда приезжают дети и подростки на летнюю смену.